# Station Portbail
Station Portbail is een spoorwegstation in de Franse gemeente Port-Bail-sur-Mer.